# Gare de Miyoshi (Hiroshima)
La gare de Miyoshi (三次駅, Miyoshi-eki) est une gare ferroviaire de la ville de Miyoshi, dans la préfecture d'Hiroshima au Japon. La gare est exploitée par la compagnie JR West.

## Situation ferroviaire
La gare de Miyoshi est située au point kilométrique (PK) 90,3 de la ligne Geibi.

## Historique
La gare de Miyoshi a été inaugurée le 1er janvier 1933 sous le nom de gare de Tōkaichi. Elle est renommée Bingo Tōkaichi en juin de la même année avant de prendre son nom actuel en 1954.
La gare était le terminus de la ligne Sankō jusqu'à sa fermeture le 31 mars 2018.

## Service des voyageurs

### Accueil
La gare dispose d'un bâtiment voyageurs, avec guichets, ouvert tous les jours.

### Desserte
- Ligne Geibi :
  - voies 1 à 3 : direction Hiroshima / Bingo-Ochiai
- Ligne Fukuen :
  - voies 1 à 3 : direction Fukuyama